# 1057
Il 1057 (MLVII in numeri romani) è un anno  dell'XI secolo.

## Eventi
- Fine del pontificato di Papa Vittore II
- Inizio del pontificato di Papa Stefano IX

## Nati
- Andronico Ducas, imperatore bizantino
- Ugo I di Vermandois, nobile franco († 1101)
- Rhygyfarch, poeta, scrittore e vescovo cattolico inglese († 1099)

## Morti
- 19 gennaio - Oddone di Savoia, conte
- 26 gennaio - Lesceline de Turqueville, contessa francese (n. 986)
- 28 luglio - Papa Vittore II, papa e vescovo cattolico tedesco
- 15 agosto - Macbeth di Scozia, nobile e militare scozzese (n. 1005)
- 31 agosto - Cunegonda di Altdorf (n. 1020)
- 31 agosto - Leofrico di Coventry, nobile anglosassone (n. 968)
- 3 settembre - Rinaldo I di Borgogna, conte
- 20 settembre - Ambrogio II, vescovo italiano
- 28 settembre - Ottone III di Svevia, nobile tedesco
- 7 novembre - Lotario Udo I della marca del Nord, nobile tedesco
- 21 dicembre - Ralf di Mantes, nobile e ammiraglio anglosassone
- Adalberone di Bamberga, vescovo cattolico tedesco
- Bruno II di Frisia, nobile tedesco (n. 1024)
- Ermengarda di Moriana, nobile franca
- Giovanni VII bar Targal, vescovo cristiano orientale siro
- Heca, vescovo cattolico inglese
- Jōchō, scultore giapponese
- Ostromir, nobile russo
- Umfredo d'Altavilla, condottiero e cavaliere medievale normanno
- Pandolfo VI di Capua, principe
- Edoardo l'Esiliato, nobile inglese (n. 1016)

## Calendario
| Calendario 1057 | Calendario 1057 | Calendario 1057 | Calendario 1057 | Calendario 1057 | Calendario 1057 | Calendario 1057 | Calendario 1057 | Calendario 1057 | Calendario 1057 | Calendario 1057 | Calendario 1057 | Calendario 1057 | Calendario 1057 | Calendario 1057 | Calendario 1057 | Calendario 1057 | Calendario 1057 | Calendario 1057 | Calendario 1057 | Calendario 1057 | Calendario 1057 | Calendario 1057 | Calendario 1057 | Calendario 1057 | Calendario 1057 | Calendario 1057 | Calendario 1057 | Calendario 1057 | Calendario 1057 | Calendario 1057 | Calendario 1057 | Calendario 1057 |
| --------------- | --------------- | --------------- | --------------- | --------------- | --------------- | --------------- | --------------- | --------------- | --------------- | --------------- | --------------- | --------------- | --------------- | --------------- | --------------- | --------------- | --------------- | --------------- | --------------- | --------------- | --------------- | --------------- | --------------- | --------------- | --------------- | --------------- | --------------- | --------------- | --------------- | --------------- | --------------- | --------------- |
|                 | 1               | 2               | 3               | 4               | 5               | 6               | 7               | 8               | 9               | 10              | 11              | 12              | 13              | 14              | 15              | 16              | 17              | 18              | 19              | 20              | 21              | 22              | 23              | 24              | 25              | 26              | 27              | 28              | 29              | 30              | 31              |                 |
| Gennaio         | Me              | Gi              | Ve              | Sa              | Do              | Lu              | Ma              | Me              | Gi              | Ve              | Sa              | Do              | Lu              | Ma              | Me              | Gi              | Ve              | Sa              | Do              | Lu              | Ma              | Me              | Gi              | Ve              | Sa              | Do              | Lu              | Ma              | Me              | Gi              | Ve              |                 |
| Febbraio        | Sa              | Do              | Lu              | Ma              | Me              | Gi              | Ve              | Sa              | Do              | Lu              | Ma              | Me              | Gi              | Ve              | Sa              | Do              | Lu              | Ma              | Me              | Gi              | Ve              | Sa              | Do              | Lu              | Ma              | Me              | Gi              | Ve              |                 |                 |                 |                 |
| Marzo           | Sa              | Do              | Lu              | Ma              | Me              | Gi              | Ve              | Sa              | Do              | Lu              | Ma              | Me              | Gi              | Ve              | Sa              | Do              | Lu              | Ma              | Me              | Gi              | Ve              | Sa              | Do              | Lu              | Ma              | Me              | Gi              | Ve              | Sa              | Do              | Lu              |                 |
| Aprile          | Ma              | Me              | Gi              | Ve              | Sa              | Do              | Lu              | Ma              | Me              | Gi              | Ve              | Sa              | Do              | Lu              | Ma              | Me              | Gi              | Ve              | Sa              | Do              | Lu              | Ma              | Me              | Gi              | Ve              | Sa              | Do              | Lu              | Ma              | Me              |                 |                 |
| Maggio          | Gi              | Ve              | Sa              | Do              | Lu              | Ma              | Me              | Gi              | Ve              | Sa              | Do              | Lu              | Ma              | Me              | Gi              | Ve              | Sa              | Do              | Lu              | Ma              | Me              | Gi              | Ve              | Sa              | Do              | Lu              | Ma              | Me              | Gi              | Ve              | Sa              |                 |
| Giugno          | Do              | Lu              | Ma              | Me              | Gi              | Ve              | Sa              | Do              | Lu              | Ma              | Me              | Gi              | Ve              | Sa              | Do              | Lu              | Ma              | Me              | Gi              | Ve              | Sa              | Do              | Lu              | Ma              | Me              | Gi              | Ve              | Sa              | Do              | Lu              |                 |                 |
| Luglio          | Ma              | Me              | Gi              | Ve              | Sa              | Do              | Lu              | Ma              | Me              | Gi              | Ve              | Sa              | Do              | Lu              | Ma              | Me              | Gi              | Ve              | Sa              | Do              | Lu              | Ma              | Me              | Gi              | Ve              | Sa              | Do              | Lu              | Ma              | Me              | Gi              |                 |
| Agosto          | Ve              | Sa              | Do              | Lu              | Ma              | Me              | Gi              | Ve              | Sa              | Do              | Lu              | Ma              | Me              | Gi              | Ve              | Sa              | Do              | Lu              | Ma              | Me              | Gi              | Ve              | Sa              | Do              | Lu              | Ma              | Me              | Gi              | Ve              | Sa              | Do              |                 |
| Settembre       | Lu              | Ma              | Me              | Gi              | Ve              | Sa              | Do              | Lu              | Ma              | Me              | Gi              | Ve              | Sa              | Do              | Lu              | Ma              | Me              | Gi              | Ve              | Sa              | Do              | Lu              | Ma              | Me              | Gi              | Ve              | Sa              | Do              | Lu              | Ma              |                 |                 |
| Ottobre         | Me              | Gi              | Ve              | Sa              | Do              | Lu              | Ma              | Me              | Gi              | Ve              | Sa              | Do              | Lu              | Ma              | Me              | Gi              | Ve              | Sa              | Do              | Lu              | Ma              | Me              | Gi              | Ve              | Sa              | Do              | Lu              | Ma              | Me              | Gi              | Ve              |                 |
| Novembre        | Sa              | Do              | Lu              | Ma              | Me              | Gi              | Ve              | Sa              | Do              | Lu              | Ma              | Me              | Gi              | Ve              | Sa              | Do              | Lu              | Ma              | Me              | Gi              | Ve              | Sa              | Do              | Lu              | Ma              | Me              | Gi              | Ve              | Sa              | Do              |                 |                 |
| Dicembre        | Lu              | Ma              | Me              | Gi              | Ve              | Sa              | Do              | Lu              | Ma              | Me              | Gi              | Ve              | Sa              | Do              | Lu              | Ma              | Me              | Gi              | Ve              | Sa              | Do              | Lu              | Ma              | Me              | Gi              | Ve              | Sa              | Do              | Lu              | Ma              | Me              |                 |